# ادیسون (تگزاس)
اَدیسون (به انگلیسی: Addison) شهری در شهرستان دالاس ایالت تگزاس از ایالات جنوبی ایالات متحده آمریکا است. این شهر قسمتی از کلان‌شهر دالاس-فورت وورث است. در سرشماری سال ۲۰۰۰، جمعیت این شهر ۱۴،۱۶۶ نفر اعلام شد.